# جرسکین فندریکس
جرسکین فندریکس (انگلیسی: Jerskin Fendrix؛ زادهٔ حوالی ۱۹۹۵ میلادی) موسیقی‌دان و آهنگساز اهل بریتانیا است.
از فیلم‌هایی که وی در آن‌ها نقش داشته است، می‌توان به بیچارگان اشاره نمود.